# Férfi 10 000 méteres gyorskorcsolya a 2010. évi téli olimpiai játékokon
A 2010. évi téli olimpiai játékokon a gyorskorcsolya férfi 10 000 méteres versenyszámát február 23-án rendezték Richmondban. Az aranyérmet a dél-koreai I Szunghun nyerte meg. A versenyszámban nem vett részt magyar versenyző.

## Rekordok
A versenyt megelőzően a következő rekordok voltak érvényben:
| Világrekord     | Sven Kramer (NED)       | 12:41,69 | Salt Lake City, Amerikai Egyesült Államok | 2007. március 10. |
| Olimpiai rekord | Jochem Uytdehaage (NED) | 12:58,92 | Richmond, Kanada                          | 2002. február 22. |

A versenyen új olimpiai rekord született:
| I Szunghun (KOR) | 12:58,55 | Salt Lake City, Amerikai Egyesült Államok | 2010. február 23. |

## Végeredmény
Mindegyik versenyző egy futamot teljesített, az időeredmények határozták meg a végső sorrendet. Az időeredmények másodpercben értendők. A rövidítések jelentése a következő:
- OR: olimpiai rekord

| Helyezés | Versenyző              | Nemzet                 | Idő         |
| -------- | ---------------------- | ---------------------- | ----------- |
| Arany    | I Szunghun             | Dél-Korea (KOR)        | 12:58,55 OR |
| Ezüst    | Ivan Szkobrev          | Oroszország (RUS)      | 13:02,07    |
| Bronz    | Bob de Jong            | Hollandia (NED)        | 13:06,73    |
| 4.       | Alexis Contin          | Franciaország (FRA)    | 13:12,11    |
| 5.       | Håvard Bøkko           | Norvégia (NOR)         | 13:14,92    |
| 6.       | Sverre Haugli          | Norvégia (NOR)         | 13:18,74    |
| 7.       | Henrik Christiansen    | Norvégia (NOR)         | 13:25,65    |
| 8.       | Jonathan Kuck          | Egyesült Államok (USA) | 13:31,78    |
| 9.       | Arjen van der Kieft    | Hollandia (NED)        | 13:33,37    |
| 10.      | Marco Weber            | Németország (GER)      | 13:35,73    |
| 11.      | Hirako Hiroki          | Japán (JPN)            | 13:37,56    |
| 12.      | Ryan Bedford           | Egyesült Államok (USA) | 13:40,20    |
| 13.      | Alekszandr Rumjancev   | Oroszország (RUS)      | 13:45,77    |
| 14.      | Sebastian Druszkiewicz | Lengyelország (POL)    | 13:49,31    |
| –        | Sven Kramer            | Hollandia (NED)        | kizárták    |